# Cantón San Luis, Huehuetán
Cantón San Luis är en ort i Mexiko.   Den ligger i kommunen Huehuetán och delstaten Chiapas, i den sydöstra delen av landet, 900 km sydost om huvudstaden Mexico City. Cantón San Luis ligger 27 meter över havet och antalet invånare är 275.
Terrängen runt Cantón San Luis är platt åt sydväst, men åt nordost är den kuperad. Runt Cantón San Luis är det tätbefolkat, med 319 invånare per kvadratkilometer. Närmaste större samhälle är Huixtla, 10,5 km norr om Cantón San Luis. Omgivningarna runt Cantón San Luis är en mosaik av jordbruksmark och naturlig växtlighet.